# تپه پیربابا (تک درخت)
تپه پیر بابا (تک درخت) مربوط به دوران‌های تاریخی پس از اسلام است و در شهرستان آبیک، روستای شهرستان واقع شده و این اثر در تاریخ ۱۷ اسفند ۱۳۸۱ با شمارهٔ ثبت ۷۵۹۶ به‌عنوان یکی از آثار ملی ایران به ثبت رسیده است.